# بیلیکووا
بیلیکووا (به ترکی استانبولی: Beylikova) یک منطقهٔ مسکونی در ترکیه است که در استان اسکی‌شهر واقع شده‌است. بیلیکووا ۷۶۱ متر بالاتر از سطح دریا واقع شده‌است.